# Matt den Dekker
Matthew G. den Dekker (ur. 10 sierpnia 1987) – amerykański baseballista występujący na pozycji zapolowego w New York Mets.

## Przebieg kariery
Matt den Dekker studiował na University of Florida w Gainesville, gdzie w latach 2007–2010 grał w drużynie uniwersyteckiej Florida Gators. 8 czerwca 2010 został wybrany w 5. rundzie draftu przez New York Mets. 21 czerwca 2010 wystąpił w dwóch meczach College World Series, w których Gators dwa razy przegrali w I rundzie. W lipcu 2010 podpisał kontrakt z organizacją New York Mets i początkowo grał w klubach farmerskich tego zespołu, między innymi w Las Vegas 51s, reprezentującym poziom Triple-A. W Major League Baseball zadebiutował 29 sierpnia 2013 w meczu przeciwko Philadelphia Phillies, w którym skradł bazę i zdobył runa. 1 września 2013 w meczu z Washington Nationals zdobył pierwszego home runa w MLB.
W marcu 2015 przeszedł do Washington Nationals za miotacza Jerry'ego Blevinsa. 3 września 2016 został odesłany do zespołu Triple-A Syracuse Chiefs.
W grudniu 2016 podpisał niegwarantowany kontrakt z Miami Marlins. W maju 2017 związał się na tej samej zasadzie z Detroit Tigers. Po rozegraniu czterech meczów w barwach Tigers, 9 lipca 2017 został odesłany do zespołu Triple-A – Toledo Mud Hens.